# Біберталь
Біберталь (нім. Biebertal) — громада в Німеччині, знаходиться в землі Гессен. Підпорядковується адміністративному округу Гіссен. Входить до складу району Гіссен.
Площа — 43,92 км2. Населення становить 10 055 ос. (станом на 31 грудня 2020).